# Чорна металургія Шрі-Ланки
Чорна металургія Шрі-Ланки — галузь обробної промисловості Шрі-Ланки. Виплавка сталі в Шрі-Ланці становить лише 30 тис. т на рік (2019), за цим показником країна посідає останнє місце серед країн Азії. В країні немає металургійних заводів з повним металургійним циклом, однак з 2022 року у Хамбантоті будується перший в країні металургійний завод з повним виробничим циклом.

## Історія
Залізна доба на Шрі-Ланці, що прийшла на зміну бронзовій добі, розпочалася приблизно у 1000 році до н. е. Це був так званий доісторичний період країни. Залізо почали виробляти на острові до переселення на нього з Індії предків сучасних його мешканців.
Шри-Ланка була відома своєю сталлю принаймі ще у 9 ст. н. е., коли була згадана арабським письменником Аль-Кінді, який назвав Серендібські (тобто Цейлонські) мечі серед найважливіших, що використовувалися у арабському світі. Крім того, аль-Кінді назвав чотири краї (Ємен, Хорасан і Фарс у Ірані і Мансура в Пакистані), де мечі виготовляли зі сталі, завезенної зі Шрі-Ланки. Таким чином, стародавня Шрі-Ланка ділить з південною Індією того самого часу репутацію виробника високоякісної сталі. Це була тигельна сталь. В обох місцевостях тигельну сталь називали «вутц» — виливані зливки з високовуглицевої тигельної сталі, яка вважається традиційною сировиною для виготовлення дамаських мечей. У письмових джерелах середини I тис. н. е. не говориться про виготовлення сталі саме у тиглях, але архелогічні дані говорять про тигельну плавку сталі. Тим не меньш, достеменно відомо, що на початку 19 ст. тигельна сталь виплавлялася на Цейлоні. Окрім тигельної сталі на Шри-Ланці здавна виготовлялося сиродутне залізо. Зокрема, ковальські інструменти того часу виготовлялися не з тигельної сталі.
Способи виплавки тигельної сталі на Шри-Ланці на початку 19 і 20 століть описані Дебі (1803) і Кумарасвамі (1904, в селі Мавалгаха). Кумарасвамі окрім опису виробництва ливарної сталі дав опис виробництва на Цейлоні сиродутного заліза. В. Ондатже у «Цейлонському альманасі» за 1854 рік описав «кандійський спосіб виробництва сталі», який в той час явно перебував у занепаді і забеспечував лише потреби внутрішньої торгівлі. Він стверджував, що сталь виробляється лише у Саффрагамі (тепер Сабарагамува і Кандепалі в районі Бадулла, хоча раніше виробництво сталі було квітучою галуззю місцевого населення і дав опис виробництва. На початку 20 століття на Цейлоні вміли виробляти залізо чудової якості.
У 1967 році в Орувелла, поблизу Коломбо, було побудовано перший металургійний завод потужністю 50 тис. т прокату на рік (за сприяння СРСР). Пізніше на цьому заводі було побудовано електросталеплавильний цех, устаткований електропечами і МБРС, що мало задовольнити на той час потреби країни у власній заготівці. У 20 столітті серед інших старовинних традиційних ремесел на Шрі-Ланці було розповсюджено також і ковальство.
У 2022 році компанія «Lanwa Group», якій належить найбільший на Шри-Ланці металопрокатний завод «Ceylon Steel», почала будівництво першого в країні металургійного заводу з повним металургійним циклом у Хамбантотській інвестеційній зоні, що на півдні країни.

## Сировинна база
Острів бідний на мінеральне паливо.
Залізні руди на Шрі-Ланці представлені трьома основними типами: магнетитові, мідяно-магнетитові, водяні оксиди заліза (бурі залізняки). Загалом, поклади залізних руд не дуже великі. Нещодавно виявлено родовище магнетитових і гематитових руд у Веллаває, що на півдні країни, — воно є одним з кращих родовищ заліза в країні. Невеликі поклади магнетитових руд виявлено також у селах Вілагедаре і Панірендаве, що біля міст Сандаланкі (Центральна провінція) і Чілау (Південно-Західна провінція) відповіно. Поклади магнетиту є в районі Путтлам у Панірендаві, неподалік від Бінгірії і Чілау, у районі Курунегала у Вілагедарі, неподалік від Тамбаканди, на північ від Негомбо. Поклади гідратованих залізних руд розташовані у таких місцях: на південному заході — у Амбалангода і у жилах кварцу у Маунт-Лавінія на березі моря, у окрузі Ратнапура провінції Сабарагамува — біля Раквана, Балангода, Калавана. Найважливіші поклади розташовані у Дела, Нораголла, Опата і Поранува у окрузі Ратнапура і Вілпіта у окрузі Галле, менш важливі поклади є у округах Галле і Матара Південної провінції. Крім того, магнетити з домішкою міді є у Серувіла в окрузі Тринкомалі (відкриті у 1959, 1962 і 1971 роках). Багаті залізом шари гроноподібних (ниркоподібних) залізняків трапляються в багатьох частинах острова, але особливо розповсюджені у Сухій зоні. Ниркоподібні залізняки знаходяться на поверхні кристалічних порід Сухої зони і північної частини острова, особливо на території між містами Путталам, Курунегала і Галгамува.
Поклади магнетитів і гематитів біля міста Веллавая є одним з найкращих родовищ заліза на Шрі-Ланці. Залізна руда залягає кількома шарами між пустою породою і може без особливих зусиль розроблятися методом відкритого кар'єру.
Гематитові, лімонитові, гетитові руди, що є гідрооксидами заліза, трапляються на поверхні пагорбів, а також у вигляді наметенів неправильної форми, розташованих біля поверхні грунтів.

## Сучасний стан
Наразі (2019) вся сталь у Шрі-Ланці виплавляється у електропечах. Крім того, прокатні заводи використовують імпортну заготівку. В країні немає металургійних заводів з повним металургійним циклом. Майже всі продукти галузі використовуються всередині країни, експорт готової продукції і напівпродуктів чорної металургії становить незначну кількість — лише 1-2 тис. т на рік. Разом з тим, імпорт продукції чторної металургії становить біля 900—1000 тис. т на рік. У 2020 році Шрі-Ланка експортувала продукції чорної металургії на 7,78 млн доларів. Основними напрямками експорту були Мальдіви (3,63 млн дол. США), Індія (1,89 млн дол. США), Пакистан (1,45 млн дол. США), Малайзія (362 тис. дол. США) і Маврикій (117 тис. дол. США). У 2020 році Шрі-Ланка імпортувала продукції чорної металургії на 604 мільйони доларів США, в основному з Індії (229 мільйонів доларів), Китаю (216 мільйонів доларів), РФ (24,3 мільйона доларів), України (21 мільйона доларів) та Південної Кореї (17,2 мільйона доларів).
| Вид продукції | 2010 | 2011 | 2012 | 2013 | 2014 | 2015 | 2016 | 2017 | 2018 | 2019 |
| ------------- | ---- | ---- | ---- | ---- | ---- | ---- | ---- | ---- | ---- | ---- |
| Сталь         | 30   | 30   | 30   | 30   | 30   | 30   | 30   | 30   | 30   | 30   |

|         | 2010 | 2011 | 2012 | 2013 | 2014 | 2015 | 2016 | 2017 | 2018 | 2019 |
| ------- | ---- | ---- | ---- | ---- | ---- | ---- | ---- | ---- | ---- | ---- |
| Експорт | 1    | 2    | 3    | 1    | 1    | 1    | 1    | 1    | 4    | 2    |
| Імпорт  | 466  | 529  | 613  | 586  | 673  | 951  | 1068 | 1050 | 996  | 905  |

## Компанії і підприємства чорної металургії
На Шрі-Ланці працюють кілька компаній чорної металургії.

### Lanwa Group
Група у 2022 році почала будівництво першого в країні металургійного заводу з повним металургійним циклом у Хамбантотській інвестеційній зоні, що на півдні країни. Підприємство випускатиме до 600 тис. т товарної заготівки, арматури і катанки, що дозволить покрити більшу частину національного ринку. Завод використовуватиме місцеві запаси залізної руди. На заводі буде побудований цех з виробництва покрівельної оцинкованої сталі.

### Ceylon Steel Corporation
6°53′11.9″ пн. ш. 79°59′48.6″ сх. д. / 6.886639° пн. ш. 79.996833° сх. д.
«Цейлонська металургійна корпорація» володіє металургійним заводом у місті Орувелла, що є одним з 3 заводів, побудованих у Шрі-Ланці за участі СРСР в період холодної війни. Роком заснування компанії є рік заснування заводу — 1962 рік. Була державним підприємством. З 1993 року з державної власності перетворилося на ТОВ. У 1996 році була продана компанії Hanjung Steel, що тепер входить до південнокорейської компанії Doosan. У 2009 році компанія була придбана групою компаній Onyx Group, що базується у ОАЕ і належить бізнесмену з Шрі-Ланки Н. Локувітана і була перейменована на «Ceylon Steel Corporation Limited». Виробляє арматуру, оцинковані сталеві труби, сітку з неіржавного сталевого дроту, оцинковані труби квадратного перетину. При будівництві заводу основним видом продукції була арматура для залізобетону.

### Taian Lanka Steel Company
6°56′19.8″ пн. ш. 79°51′25.3″ сх. д. / 6.938833° пн. ш. 79.857028° сх. д.
Штаб-квартира компанії розташована у місті Коломбо. Вона є однією з провідних компаній чорної металургії і, крім того, першим виробником сталевих труб на Шрі-Ланці. Випускає широкий асортимент сталевих труб — оцинкованих, холонокатаних, гарячокатаних, в тому числі квадратного і прямокутного перетину. Випускає також швелери і обладнання для будівельних риштувань.

## Виноски
1. 1 2 3 4  Steel Statistical Yearbook 2020 concise version (PDF). World Steel Association. 2020. Процитовано 23 червня 2022. (англ.)
2. 1 2  M. L. Wayman and G. Juleff. Crucible steelmaking in Sri Lanka. // Historical Metallurgy. Volume 33, Part 1, 1999. P. 26 — 42. online ISSN: 2755-0249 print ISSN: 0142-3304 (англ.)
3. ↑  Цейлон. // Энциклопедический словарь : в 86 т. (82 т. и 4 доп.). — СПб. : Ф. А. Брокгауз, И. А. Ефрон, 1890—1907. (рос.)
4. 1 2 3  Шри-Ланка. // Большая советская энциклопедия : в 30 т. / главн. ред. А. М. Прохоров. — 3-е изд. — М. : «Советская энциклопедия», 1969—1978. (рос.)
5. ↑  Внешняя торговля. № 1, 1982. — С. 28. (рос.)
6. 1 2 3  Niroshan Senavirathne (28.02.2022). Sri Lankan Iron Ore Deposits and A Suitable Method of Extraction. Digital Marketing Deal. Процитовано 13 липня 2022. (англ.)
7. ↑  Iron Ore Deposits in Sri Lanka. www.lankapradeepa.com. Lanka Pradeepa. 24.12.2020. Процитовано 13 липня 2022. (англ.)
8. ↑  Iron and steel in Sri Lanka. oec.world. Процитовано 13 липня 2022. (англ.)
9. 1 2  Tajinder Singh (28.02.2022). Top Steel companies in Sri Lanka List 2022 Updated. digitalmarketingdeal.com digital marketing deal. Digital Marketing Deal. Процитовано 9 липня 2022. (англ.)
10. ↑  Steel - Manufacturers. rainbowpages.lk. Rainbowpages. Процитовано 15 липня 2022. (англ.)